# Фалькенштейн, Юлиус
Юлиус Фалькенштейн (нем. Julius Falkenstein, 1 июля 1842, Берлин — 1 июля 1917, Берлин) — германский путешественник по Африке; участвовал в германской экспедиции Лоанго 1873—1876 г., произвёл много ценных исследований и привёл первую живую гориллу в Европу. Работал врачом Главного штаба в Берлине. В 1881 г. основал Всеобщий германский союз школ в видах поддержания немецкого элемента за границей.

## Сочинения
- «Afrikanisches Album» (берег Лоанго, в 72 оригинальных снимках с объяснительным текстом, Берл., 1876);
- «Aerztlicher Ratgeber für Seeleute, Kolonisten und Reisende» (Б., 1882; 10-е изд. под загл.
- «Aerztlicher Reisebegleiter und Hausfreund», 1893);
- «Afrikas Westküste» (Лпц., 1885);
- «Die Zukunft der Kongo und Guineagebiete» (Веймар, 1885);

обработал 2-ю часть трудов экспедиции Лоанго (Лпц., 1879).
Фалькенштейн, Юлиус // Энциклопедический словарь Брокгауза и Ефрона : в 86 т. (82 т. и 4 доп.). — СПб., 1890—1907.